# بلند الحيدري
بُلَنْدُ الحيدري (1926 - 1996)، شاعر عراقي، كردي الأصل واسمه يعني شامخ في اللغة الكردية. والدته فاطمة بنت إبراهيم أفندي الحيدري التي كانت تشغل منصب شيخ العرب في إستانبول. ولد في بغداد في 26 أيلول سبتمبر 1926 - وتوفي في لندن يوم 6 أغسطس 1996 على إثر عملية جراحية على القلب لم تكلل بالنجاح.

## العائلة الحيدرية
والد بلند كان ضابطا في الجيش العراقي، وهو من عائلة كبيرة أغلبها كان يقطن في شمال العراق ما بين أربيل وسلسلة جبال السليمانية، ومن هذه العائلة برز أيضا جمال الحيدري الزعيم الشيوعي المعروف والذي قتل في انقلاب الثامن من شباط فبراير عام 1963 مع أخيه مهيب الحيدري.
وهناك إلى جانب بلند الأخ الأكبر صفاء الحيدري وهو شاعر بدأ كتابة الشعر بالطبع قبل بلند وله دواوين شعرية عديدة مطبوعة في العراق، وصفاء هذا كان يتصف بنزعة وجودية متمردة، ذهبت به للقيام بنصب خيمة سوداء في بساتين بعقوبة لغرض السكنى فيها، وهناك في بعقوبة تعرّف على الشاعر الوجودي المشرد حسين مردان الذي بدوره عرّفه على بلند.

## المنافسة بين بلند وصفاء
كانت بين الأخوين بلند وصفاء منافسة واضحة، فعندما كان صفاء على سبيل المثال ملاكما كان بلند ملاكما أيضا، وعندما برز اسم صفاء الحيدري في ساحة الشعر العراقي ظهر اسم بلند ليتجاوزه وينال حظوة وشهرة في العراق والعالم العربي. وكان صفاء يكتب رسائل لبلند ويخبره بأنه غطى عليه وأنه حطمه ....إلخ..

## حياة مضطربة
في بداية حياته تنقل بلند بين المدن الكردية ؛ السليمانية وأربيل وكركوك بحكم عمل والده كضابط في الجيش. في العام 1940 انفصل الوالدان. ولما توفيت والدته التي كان متعلقا بها كثيرا في العام 1942 انتقلت العائلة إلى بيت جدتهم والدة أبيه. لم ينسجم بلند في محيطه الجديد وقوانينها الصارمة فحاول الانتحار وترك دراسته قبل أن يكمل المتوسطة في ثانوية التفيض، وخرج من البيت مبتدءاً تشرده في سن المراهقة المبكر وهو في السادسة عشرة من عمره.
توفي والده في عام 1945 ولم يُسمح لبلند أن يسير في جنازته. نام بلند تحت جسور بغداد لعدة ليال، وقام بأعمال مختلفة منها كتابة العرائض (العرضحالجي) أمام وزارة العدل حيث كان خاله داوود الحيدري وزيرا للعدل وذلك تحدي للعائلة.
بالرغم من تشرده كان بلند حريصا على تثقيف نفسه فكان يذهب إلى المكتبة العامة لسنين ليبقى فيها حتى ساعات متأخرة من الليل إذ كوّن صداقة مع حارس المكتبة الذي كان يسمح له بالبقاء بعد إقفال المكتبة. كانت ثقافته انتقائية، فدرس الأدب العربي والنقد والتراث وعلم النفس وكان معجب بفرويد وقرأ الفلسفة وتبنى الوجودية لفترة ثم الماركسية والديمقراطية، علاوة على قراءته للأدب العربي من خلال الترجمات.
وتوفي بلند سنة 1996 في مستشفى بنيويورك.

## مؤلفاته
من مؤلفاته 
- خفقة الطين- شعر—بغداد 1946.
- أغاني المدينة الميتة- شعر- بغداد 1951.
- جئتم مع الفجر- شعر- بغداد 1961.
- خطوات في الغربة- شعر- بيروت 1965.
- رحلة الحروف الصفر- شعر- بيروت 1968.
- أغاني الحارس المتعب- شعر- بيروت 1971.
- حوار عبر الأبعاد الثلاثة- شعر- بيروت 1972.
- زمن لكل الأزمنة- مقالات- بيروت 1981.
- أبواب إلى البيت الضيق- شعر- لندن